# پهلوان (فیلم ۲۰۱۹)
پهلوان (به هندی: Pailwaan) یا کشتی‌گیر فیلمی محصول سال ۲۰۱۹ و به کارگردانی اس. کریشنا است. در این فیلم بازیگرانی همچون سودیپ، سونیل شتی، آکانکشا سینگ، کبیر دوهان سینگ، سوشانت سینگ، آویناش و شارات لوتیساوا ایفای نقش کرده‌اند.